# Blumenau (Olbernhau)
Blumenau ist ein Ortsteil der sächsischen Stadt Olbernhau im Erzgebirgskreis.

## Geografie

### Lage
Das Waldhufendorf Blumenau liegt etwa 3,5 Kilometer nordwestlich von Olbernhau im Erzgebirge. Die Ortslage erstreckt sich über etwa 2 Kilometer am linken Ufer der Flöha, welche in diesem Bereich die größte Talweitung durchfließt. Ein kleiner Siedlungsteil im Osten liegt am rechten Ufer der Flöha. Im Südwesten begrenzt der Thesenwald die Flur.

### Nachbarorte
|          | Reukersdorf                                 |                   |
| Sorgau   | Kompassrose, die auf Nachbargemeinden zeigt | Kleinneuschönberg |
| Ansprung | Grundau                                     | Olbernhau         |

## Geschichte

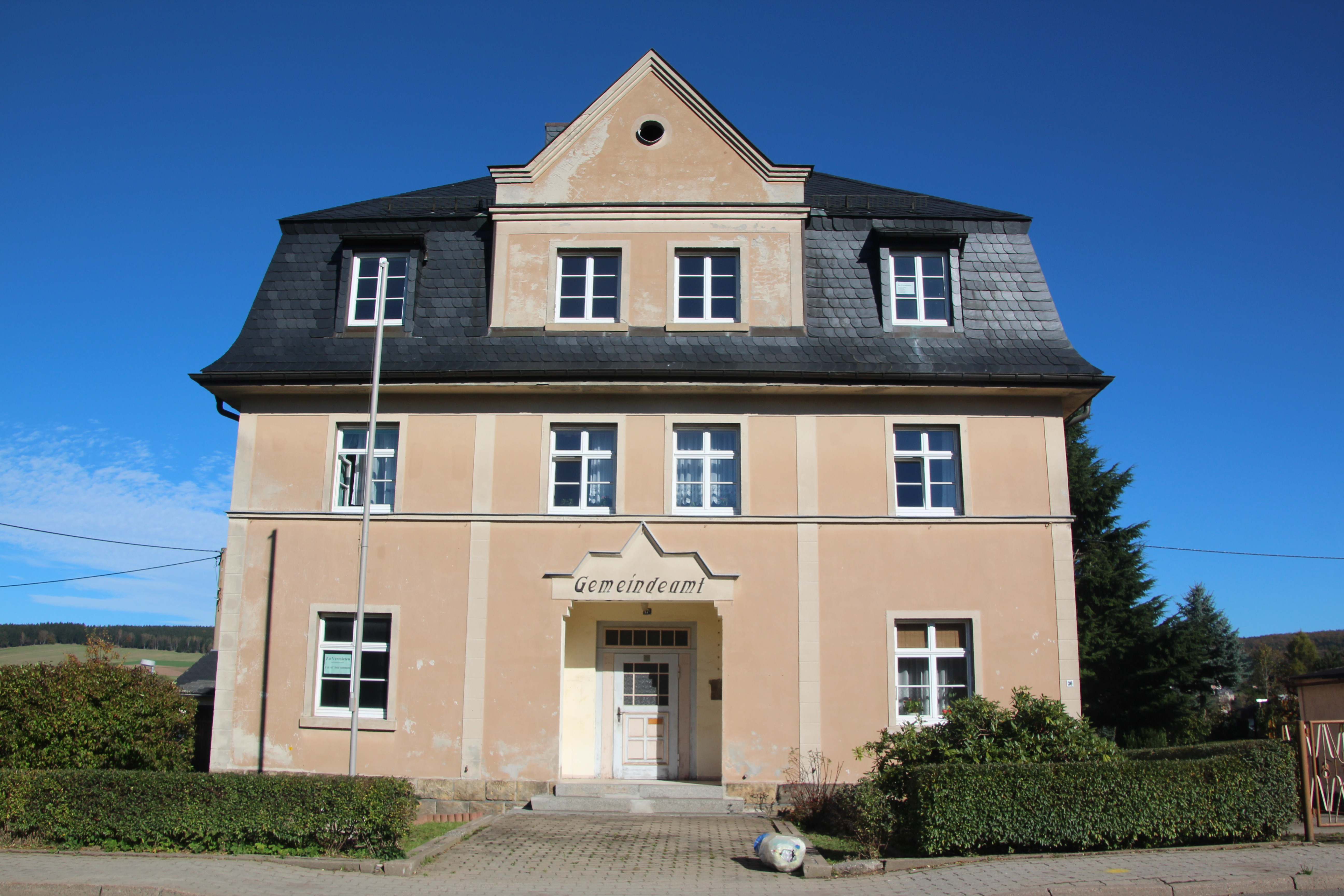
Ehemaliges Gemeindeamt

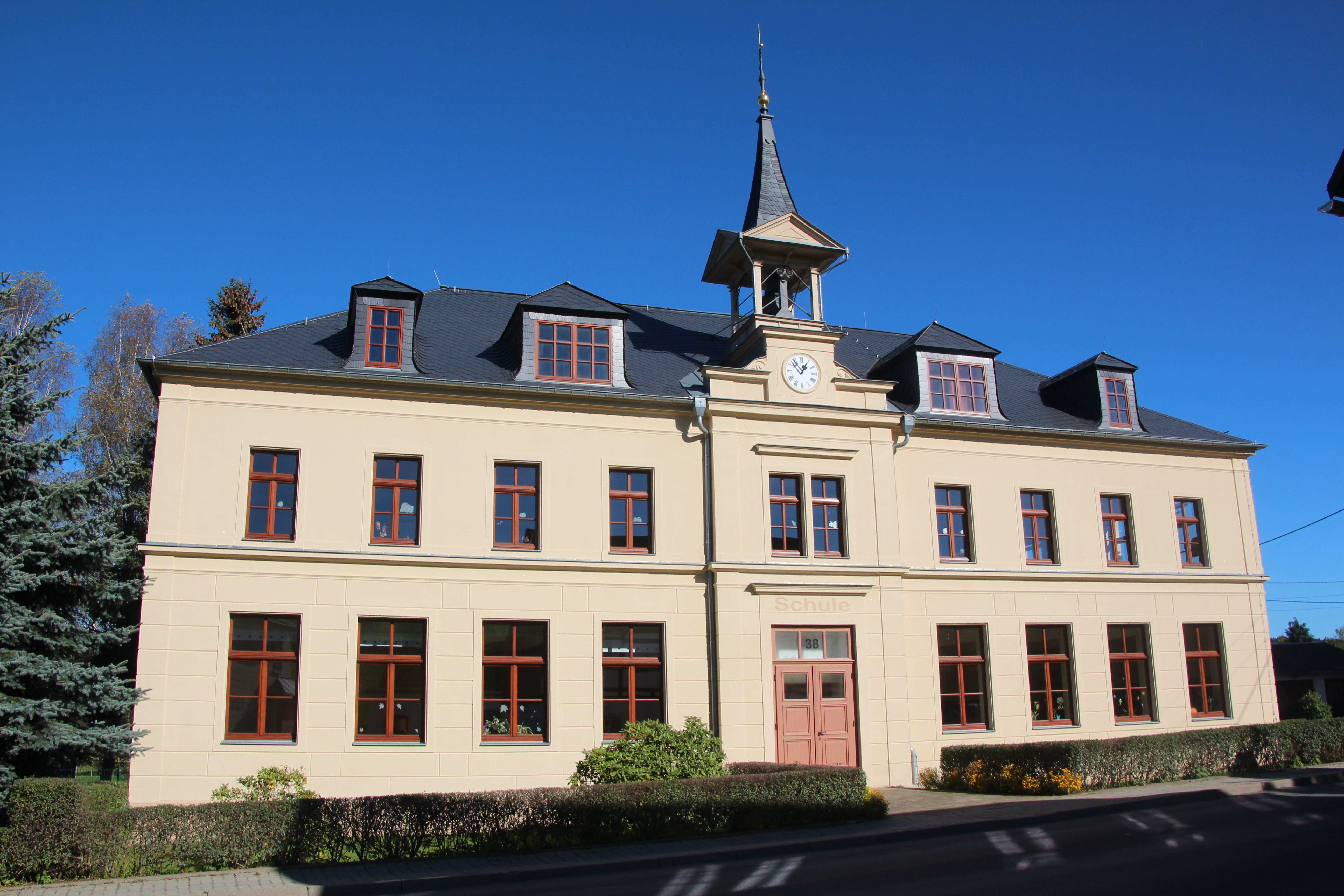
Grundschule

Die erste urkundliche Erwähnung des Ortes datiert von 1434 als Blumenaw Mit der Reformation 1539 kam der Ort zur Parochie Olbernhau, 1647 ist erstmals ein Lehrer nachweisbar.
August Schumann nennt 1814 im Staatslexikon von Sachsen Blumenau betreffend lediglich: 

„Es hat 265 Einwohner und eine Mühle von 2 Gängen. Hier befindet sich ein Floßkohlplatz, denn zu Blumenau ist es besonders, wo gute Kohlen gebrannt und in die königl. Schmelzhütten nach Freiberg verfahren werden. Man treibt auch guten Ackerbau.“

Flößerei und Verkohlung beschreibt Schumann eingehender unter dem Begriff der „Görsdorf-Blumenauer Flöße“, hier heißt es u. a.: 

„Sie wird in den Böhmischen Forsten, oder aus dem drei Meilen langen Walde, dem Hauptwildberge, aus mehreren Teichen mit Wasser versorgt. Sie gehet größtentheils auf der Natzschku (Natzschung) welche westlicher von Böhmen, und auf der Schwarzen Bockau, welche östlicher, von Süden gegen Norden strömt, und auf der Flöhe nur von da an, wo bei Grünthal die Natzschku mit ihr sich vereinigt. Bis an die Plätze bei Blumenau und Görsdorf, wo dann das Holz größtentheils verkohlt und mit den Kohlen Handel auf der Achse nach Freiberg getrieben wird. […] Der Kurfürst August benutzte sie zuerst, um für 20,000 Thaler böhmisches Holz in’s Meißnische zu flößen; jetzt ist sie, nächst der Freiberger Flöße, besonders für das Marienberger und Freiberger Schmelzwesen bestimmt. […] Das Personale der Görsdorf-Blumenauer Flöße bestehet aus 6 Offizianten, und aus 20 Köhlern, Holzeinschlägern und Arbeitern; es stehet unter der Freiberger Oberaufsicht. Die Floßmeister haben seit dem 17ten Jahrhundert abwechselnd zu Olbernhau und Sorgau gewohnt.“

Den Transport nach Freiberg betreffend nennt er an anderer Stelle eine: 

„von Blumenau nach Freiberg führende Kohlenstraße (Anmerk.:an der Reukersdorf liegt) sie durchschneidet Hutta und Niederdörrenthal […]“

1840 wurde ein erstes Schulhaus errichtet, welches 1889 durch einen Neubau abgelöst wurde.
1876 erhielt der Ort mit dem gleichnamigen Haltepunkt Eisenbahnanschluss an der Flöhatalbahn. Güter werden hier zu keiner Zeit abgefertigt.
Ab 1912 erfolgte der Anschluss ans Elektrizitätsnetz, zwei Jahre später folgte die Inbetriebnahme der Straßenbeleuchtung. Die Straße im Flöhatal wurde von 1919 bis 1926 erbaut.
Als Folge des Hochwassers von 1931 wurde 1934 die Flöha reguliert und eingedeicht.
Am 1. Januar 1994 wurde Blumenau nach Olbernhau eingemeindet.

## Entwicklung der Einwohnerzahl

### Entwicklung der Einwohnerzahl vor 2000
| Jahr | Einwohnerzahl                             |
| ---- | ----------------------------------------- |
| 1552 | 17 besessene Mann, 8 Häusler, 29 Inwohner |
| 1764 | 18 besessene Mann, 16 Häusler, 8 Hufen    |
| 1834 | 368                                       |
| 1871 | 511                                       |
| 1890 | 763                                       |

| Jahr | Einwohnerzahl |
| ---- | ------------- |
| 1910 | 1.021         |
| 1925 | 1.043         |
| 1939 | 1.061         |
| 1946 | 1.113         |
| 1950 | 1.158         |

| Jahr | Einwohnerzahl |
| ---- | ------------- |
| 1964 | 998           |
| 1990 | 694           |
| 1993 | 645           |

### Entwicklung der Einwohnerzahl nach 2000
| Jahr | Einwohnerzahl |
| ---- | ------------- |
| 2014 | 466           |
| 2015 | 440           |
| 2016 | 475           |
| 2017 | 471           |
| 2018 | 449           |

| Jahr | Einwohnerzahl |
| ---- | ------------- |
| 2019 | 438           |
| 2020 | 435           |
| 2021 | 419           |
| 2022 | 398           |

*Daten vom Ende des Jahres

## Infrastruktur

### Verkehr

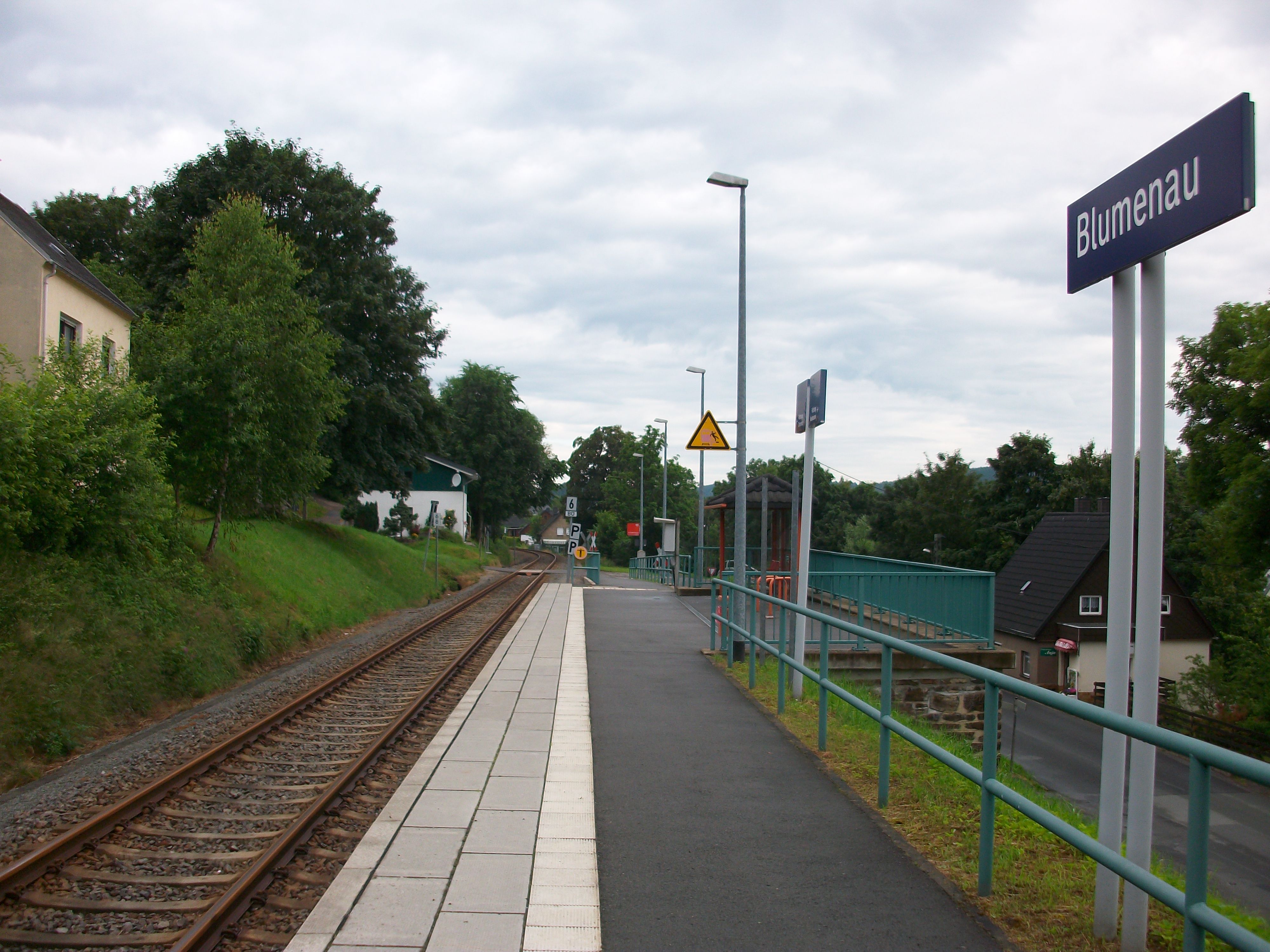
Haltepunkt Blumenau (2016)

Durch den Ort führt die Staatsstraße 223 Flöha–Olbernhau, über Kommunalstraßen besteht Anschluss an Sorgau sowie Reukersdorf. Blumenau besitzt einen Haltepunkt an der Bahnstrecke Pockau-Lengefeld–Neuhausen, der von der DB Erzgebirgsbahn bedient wird.

### Ansässige Unternehmen
Überregionale Bekanntheit erlangte der Ort durch die Herstellung von Holzspielwaren, speziell von Holzbaukästen. Die bedeutendsten waren die „Baukastenfabrik E. Reuter“, die „Baukasten- und Holzspielwarenfabrik Louis Engel & Co.“ sowie die „Baukasten- und Holzstoff-Fabrik Carl Fritzsche“.
Von 1966 bis 1976 wurden die genannten Betriebe sowie eine Musikspielwarenfabrik nach und nach verstaatlicht und dem „VEB Vereinigte Erzgebirgische Spielwarenwerke Olbernhau“ angegliedert. Aus diesem entstand 1972 durch Zusammenschluss mit dem „VEB Spielwarenwerke Schneeberg“ das „Kombinat Holzspielwaren Vero Olbernhau“, 1980 „VEB VERO Olbernhau“. Nach der politischen Wende 1990 wurde aus Teilen des letztgenannten die „Sonni Holzspielwaren VERO GmbH“. Nach Produktionseinstellung im Jahre 1993 wurde diese 1995 durch Christian und Jürgen Ebert im Gebäude der ehemaligen Fa. Louis Engel & Co. von der Treuhandanstalt erworben, weitergeführt und firmiert heute als „Erzgebirgische Holzspielwaren Ebert GmbH“.